# Bernardo Buontalenti
Bernardo Delle Girandole (c. 1531 - juny de 1608), conegut com a Bernardo Buontalenti, va ser un escenògraf, arquitecte, dissenyador teatral, enginyer militar i inventor toscà.

## Biografia
Buontalenti va néixer a Florència.
Va entrar al servei dels Mèdici de jove i va romandre amb ells la resta de la seva vida. Es diu que va ser instruït en pintura per Salviati i Bronzino, en escultura per Michelangelo Buonarroti, en arquitectura per Giorgio Vasari i en pintura en miniatura per Giulio Clovio. Va executar una sèrie de miniatures per a Francesc I, fill de Cosme I de Mèdici. Més que un pintor, va ser celebrat com a arquitecte; en aquest paper va dissenyar fortificacions, vil·les i jardins i és considerat un dels arquitectes més importants del període manierista. També era un gran mecànic i un excel·lent matemàtic. El 1562 va viatjar a Espanya.
La seva primera obra coneguda és de 1568, el Palau de Bianca Cappello de Florència. Entre els seus principals èxits destaquen el projecte per a la nova ciutat de Liorna (Livorno), la decoració del Palazzo Pitti i els jardins de Boboli amb la famosa gruta, així com el Parco di Pratolino del qual avui en queda poc, excepte una escultura gegant de Giambologna, que representa el Colós dels Apenins. Les habilitats de Buontalenti com a enginyer militar es mostren amb les fortificacions del port de Liorna, el Forte di Belvedere de Florència, les muralles de Pistoia, Grosseto, Prato, Portoferraio (Elba) i Nàpols; també va perfeccionar dissenys per a canons i va idear un nou tipus de granada incendiària.
Al Palau dels Uffizi de Florència, va construir un gran escenari de la cort, on, durant l'hivern de 1585–1586, es van produir esplèndides festes sota la seva direcció. Va dissenyar vestits per a les extravagàncies dels Mèdici. També va ser un innovador en la conservació del gel i se li atribueix la invenció del precursor del modern gelat florentí.
Malgrat els seus èxits, la seva prodigalitat el va portar a la ruïna financera; va viure els seus darrers anys gràcies a una pensió que li va donar el Gran Duc de Toscana.